# Richard V. Southwell
Pour les articles homonymes, voir Southwell (homonymie).
Richard Vynne Southwell (né le 2 juillet 1888 à Norwich, mort le 9 décembre 1970 à Nottingham) est un mathématicien britannique spécialisé dans les applications de l'algèbre linéaire. Il est l'un des pionniers de la formulation matricielle du calcul des structures élastiques.

## Biographie
Southwell étudie la Résistance des Matériaux et les mathématiques appliquées à l’Université de Cambridge, où il se classe premier aux Mathematical Tripos de 1910, aussi bien en mathématiques qu’en mécanique. En 1914, il est promu Fellow (enseignant titulaire) de Trinity College et Maître de conférences de mécanique (1914). Sa carrière est interrompue par la Première guerre mondiale, au cours de laquelle il est affecté au département des aéronefs puis au département d’aérodynamique du Royal Aircraft Establishment à Farnborough. En 1919, il reprend des études à Cambridge puis rejoint le département de recherches aéronautiques du National Physical Laboratory. Jusqu'en 1925, il s'y consacre au développement des avions à ossature rigide, puis reprend son enseignement à Cambridge. Nommé Maître de conférences de Sciences de l'ingénieur à Université d'Oxford (et par la même occasion Fellow de Brasenose College) en 1928, il obtient en 1942 le poste de Recteur d’Imperial College London,, mais reprend en 1948 son poste de professeur à Cambridge.
Southwell reste comme l'inventeur de la méthode de surrelaxation successive (appelée aux États-Unis « méthode de Hardy-Cross ») qui permet de résoudre les réseaux de poutre hyperstatiques (et que son inventeur utilisa d'abord pour calculer les ossatures d'avion). Par la suite, Southwell applique cette méthode aux systèmes linéaires symétriques à diagonale dominante obtenus par discrétisation des équations aux dérivées partielles (ces résultats sont exposés dans son ouvrage Relaxation Methods in Theoretical Physics, 1946). Ce procédé de résolution, qui repose sur un processus itératif, est utilisé des années 1940 jusqu'au début des années 1950 par des calculateurs professionnels, avec papier et crayon. Certaines des techniques de simplifications élaborées par Southwell et ses collaborateurs, comme le découpage (maillage) de la structure en sous-structures et leur assemblage annoncent déjà certains aspects de ce qui allait devenir, quinze ans plus tard, la méthode des éléments finis.
Nommé Fellow de la Royal Society dès 1925, Southwell est récompensé en 1941 de la médaille Worcester Reed Warner de l’ASME, en 1959 par la Médaille Timoshenko, en 1964 de la médaille Elliott Cresson, et a été docteur honoris causa de multiples universités (Bruxelles, Bristol, St. Andrews, Belfast, Glasgow, Sheffield). En 1943,  il est élu membre (associé étranger) de la National Academy of Engineering puis est anobli.

## Essais et manuels
- An Introduction to the Theory of Elasticity for Engineers and Physicists, (Oxford University Press, 1941) ; réimpr. Oxford University Press en 1959
- Relaxation methods in engineering science : a treatise on approximate computation (Oxford at the Clarendon Press, 1940)
- Relaxation methods in theoretical physics : Being a continuation of the treatise Relaxation methods in engineering science, (The Oxford engineering science series, 1952, rééd. 1956)